# 杰克·斯图尔特
杰克·斯图尔特（英語：Jack Stewart，？—），新西兰男子跳水运动员。他曾代表新西兰参加1950年和1954年大英帝国和英联邦运动会跳水比赛，获得二枚铜牌，均来自男子1米跳板项目。